# Соледар
Соледа́р (укр. Соледа́р; в 1965—1991 годах — Карло-Ли́бкнехтовск) — город в Бахмутском районе Донецкой области Украины, административный центр Соледарской городской общины. С января 2023 года находится под российской оккупацией.

## Географическое положение
Соледар расположен при впадении реки Мокрой Плотвы в Бахмутку.

## Население
Количество на начало года.
| Год  | Количество жителей |
| ---- | ------------------ |
| 1859 | 274                |
| 1897 | 1160               |
| 1908 | 1423               |
| 1923 | 3143               |
| 1927 | 1499               |
| 1939 | 9828               |
| 1959 | 12318              |
| 1970 | 14111              |
| 1979 | 13630              |
| 1989 | 14544              |
| 1992 | 14400              |
| 1994 | 14200              |
| 1998 | 13700              |
| 2002 | 13151              |
| 2003 | 13022              |
| 2004 | 12848              |
| 2005 | 12655              |
| 2006 | 12519              |
| 2007 | 12395              |
| 2008 | 12243              |
| 2009 | 12161              |
| 2010 | 12070              |
| 2011 | 11898              |
| 2012 | 11799              |
| 2013 | 11708              |
| 2014 | 11560              |
| 2015 | 11486              |
| 2016 | 11353              |
| 2017 | 11242              |
| 2018 | 11080              |
| 2019 | 11010              |
| 2020 | 10867              |
| 2021 | 10692              |
| 2022 | 10490              |

По данным переписи 2001 года украинцы составляли 82,22 % населения города, русские — 16,18 %.

### Языковой состав
Родной язык населения по данным переписи 2001 года:
| Язык       | Численность, чел. | Доля     |
| ---------- | ----------------- | -------- |
| Украинский | 7 922             | 60,10 %  |
| Русский    | 5 198             | 39,43 %  |
| Другое     | 62                | 0,47 %   |
| Итого      | 13 182            | 100,00 % |

## История
На месте современного города с XVII века располагалось село Брянцевка (Белоуспеновка). Его жителями стали казаки Изюмского полка и переселенцы с Полесья. Их основным занятием было солеварение.
В 1881 году рядом с селом был основан первый рудник, через несколько лет появились и другие:
- солерудник Брянцевский (с 1922 года — солерудник имени Карла Либкнехта)
- солерудник Новая Величка
- солерудник Харламовский (с 1922 года — солерудник Шевченковский)
- солерудник «Пётр Великий» (позже — шахта Голландского рудника)
- солерудник Деконско-Поклонский
- солерудник Пшеничный (с 1922 года — солерудник имени Урицкого)

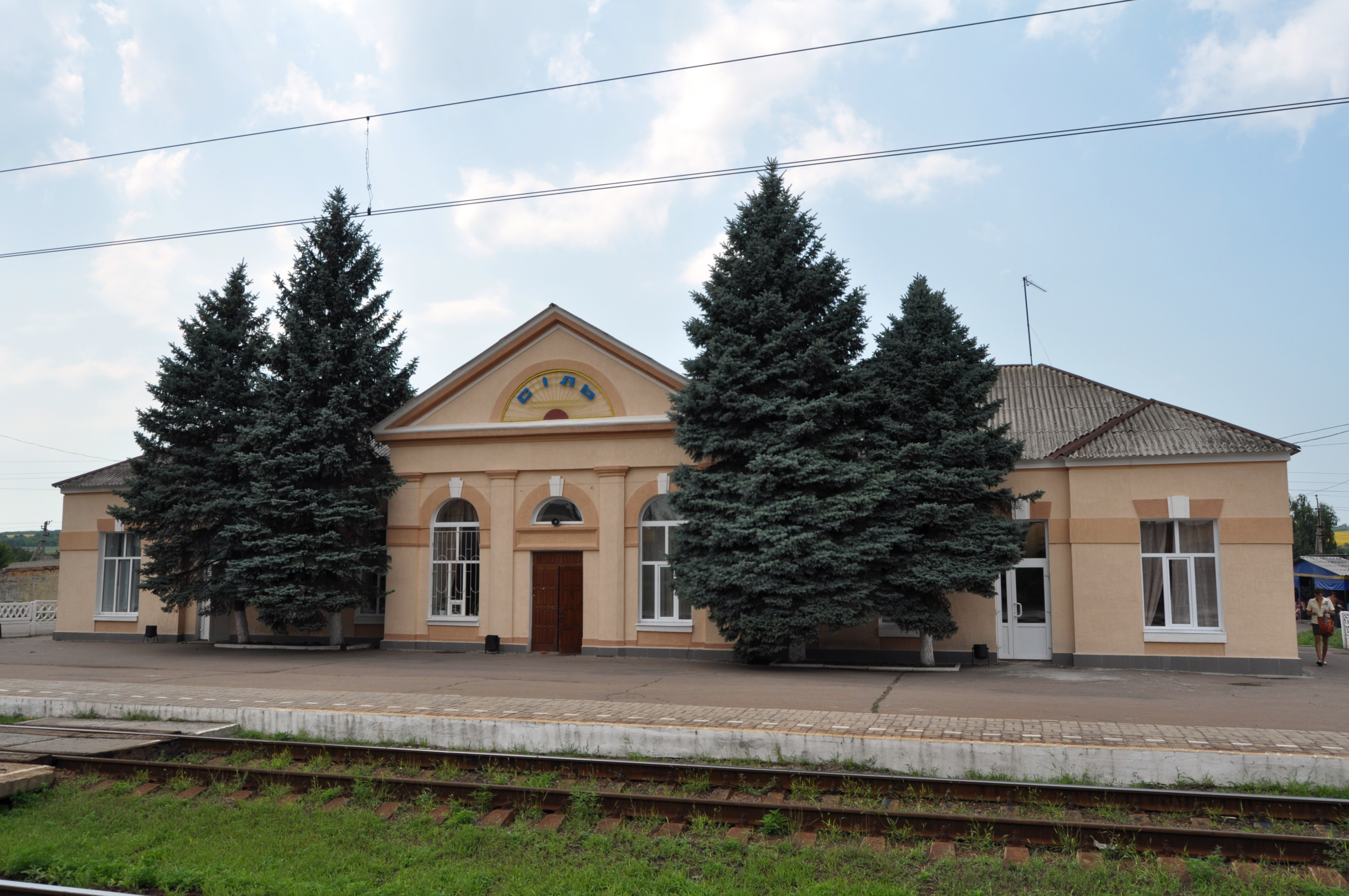
Вокзал ж/д станции Соль

В 1890-е годы вблизи Брянцевки были найдены залежи кварцитов и огнеупорных глин.
В 1897 году были построены алебастровый завод и Белокаменский огнеупорный завод. Для перевозки соли и других грузов предприятий были построены железнодорожные станции Соль (1913) и Деконская.
Рядом расположенные сёла (Никифоровка, Новоалександровка Вторая, Михайловка, Анновка) в начале XX века слились, образовав Брянковский солерудник.
21 августа 1924 года на базе солерудников имени Карла Либкнехта, имени Свердлова (бывший Терещенковский), имени Свердлова № 2 (бывший Центральный), имени Шевченко (бывший Харламовский), имени Володарского (бывший Кульминовский) создан рабочий посёлок Брянцевка.
В 1926 году рабочий посёлок Брянцевка переименован в рабочий посёлок Карла Либкнехта.
В 1935 году было построено депо станции Соль.
27 октября 1938 года рабочий посёлок Карла Либкнехта Артёмовского городского совета отнесён к разряду посёлков городского типа: пгт Карла Либкнехта, а посёлок керамзавода имени Будённого стал пгт Будённовский.
Во время Великой Отечественной войны с 31 октября 1941 до сентября 1943 года посёлки были оккупированы немецкими войсками.
21 апреля 1958 года пгт Будённовский был переименован в пгт Белокаменское.
4 января 1965 года пгт имени Карла Либкнехта переименован в пгт Карло-Либкнехтово (в честь одного из основателей компартии Германии).
9 июня 1965 года в результате объединения расположенных рядом посёлков городского типа (Белокаменки, Деконского и Карло-Либкнехтово) возник город Карло-Либкнехтовск.
5 июля 1991 года город Карло-Либкнехтовск был переименован в Соледар.
В 1980 году здесь действовали производственное объединение «Артёмсоль» (производившее более 40 % соли в СССР), Белокаменский шамотный завод, Деконский комбинат строительных деталей, комбинат бытовых услуг, четыре общеобразовательных школы, ПТУ, больница, Дом культуры, шесть библиотек и четыре клуба.
В мае 1995 года Кабинет министров Украины утвердил решение о приватизации находившихся в городе Белокаменского огнеупорного завода и комбината строительных деталей.
8 июля 1999 года в черту города Соледар включены два посёлка городского типа: пгт Двуречье (население — 1200 человек) и пгт Соль (население — 1000 человек).

### Российско-украинская война

#### 2014
6 мая 2014 года Александр Бригенец сообщил о начале штурма и захвате города. 21-22 июля 2014 силы антитеррористической операции Украины взяли контроль над Соледаром.
14 января 2015 нашли тело депутата городского совета Соледара Ивана Резниченко.

#### Вторжение России на Украину (с 2022)

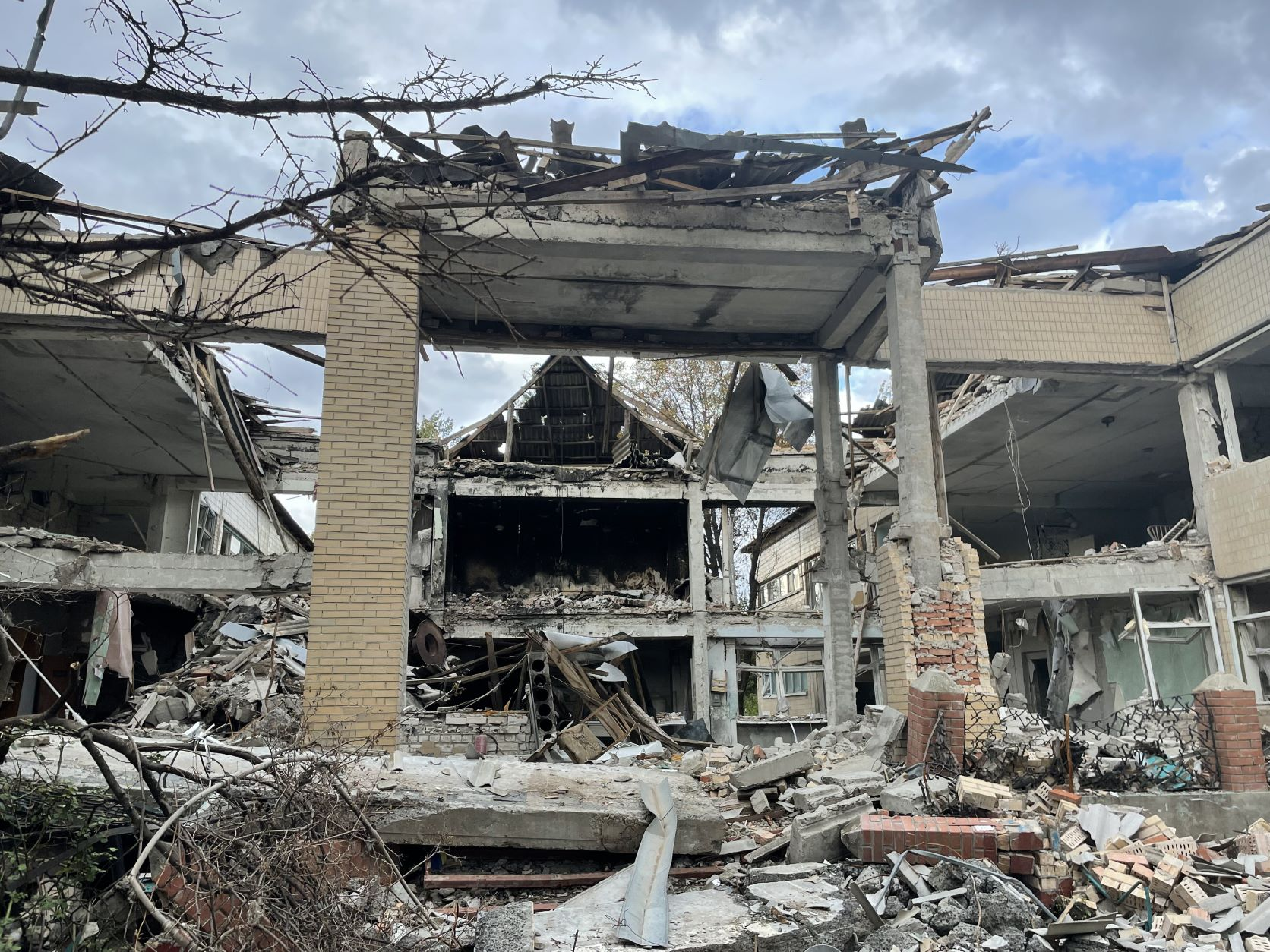
Последствия российского вторжения, 25 сентября 2022

В 2022 году город пострадал от обстрелов и бомбардировок при вторжении России на Украину; в нём шли тяжёлые бои. Остановился, а затем был частично разрушен ракетой соляной завод, что вызвало дефицит соли на Украине. Бои за Соледар завершились отступлением Вооружённых сил Украины из города.

## Экономика
- «Артёмсоль» до российского вторжения обеспечивал более 90 процентов потребностей Украины в поваренной соли[31] (продукцию завода закупали более 50 тыс. оптовых покупателей в Украине, России, и других странах Европы и Африки)[42].
- завод огнеупоров и корундовых изделий — «Белокаменские огнеупоры»; ЗАО «Деконский гипс» принадлежит корпорации КНАУФ и поставляет товар не только по Украине, но и в ЕС.
- спелеосанаторий для профилактики и лечения астмы, заболеваний дыхательных путей.

Также в городе расположена Артёмовская научная станция.

## Транспорт
В Соледаре имеется две железнодорожные станции: Деконская Донецкой железной дороги и Соль.

## Достопримечательности

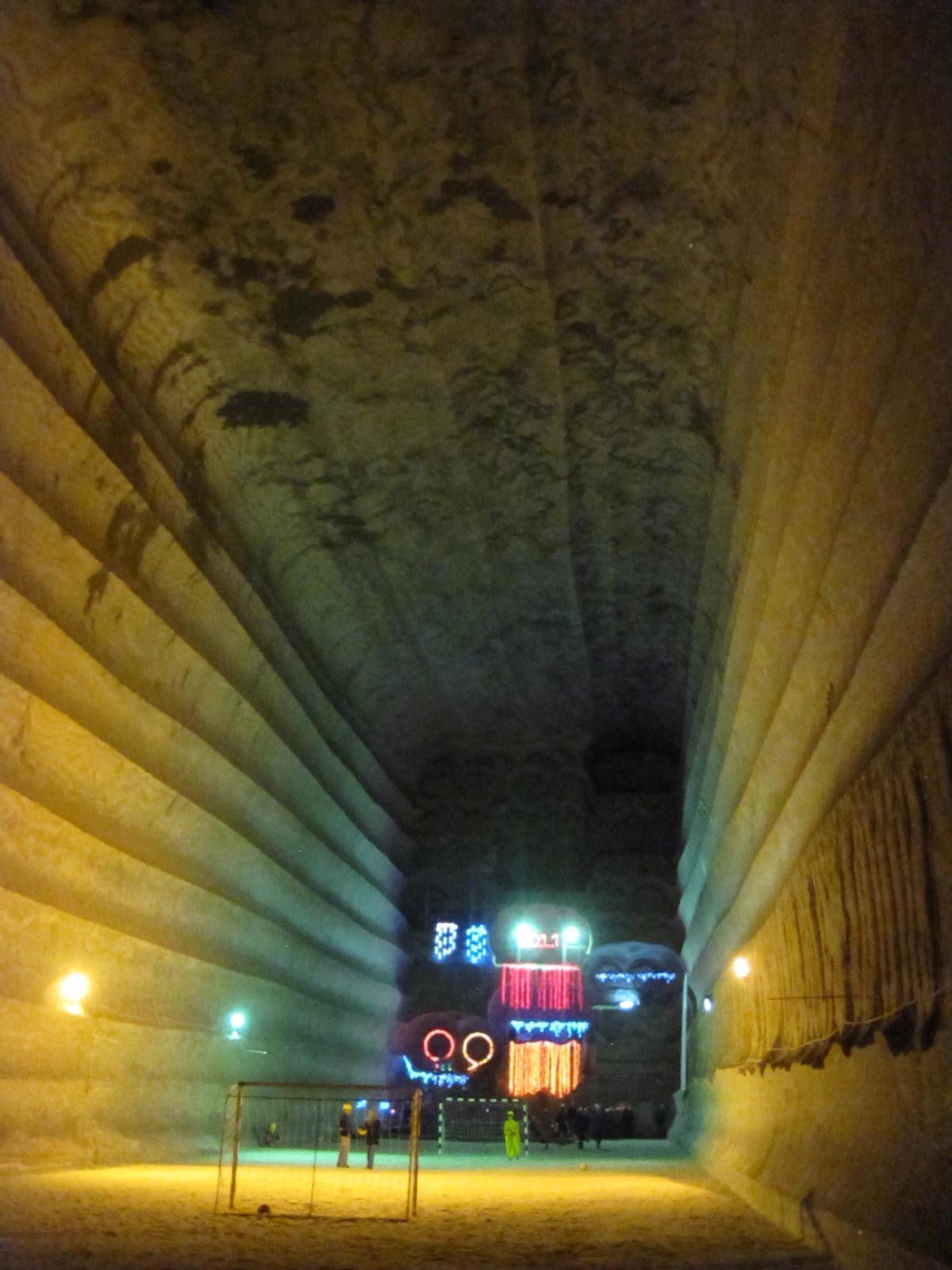
Под землёй расположены музей, церковь, концертный зал, футбольное поле, скульптуры из соляных кристаллов и спелеосанаторий

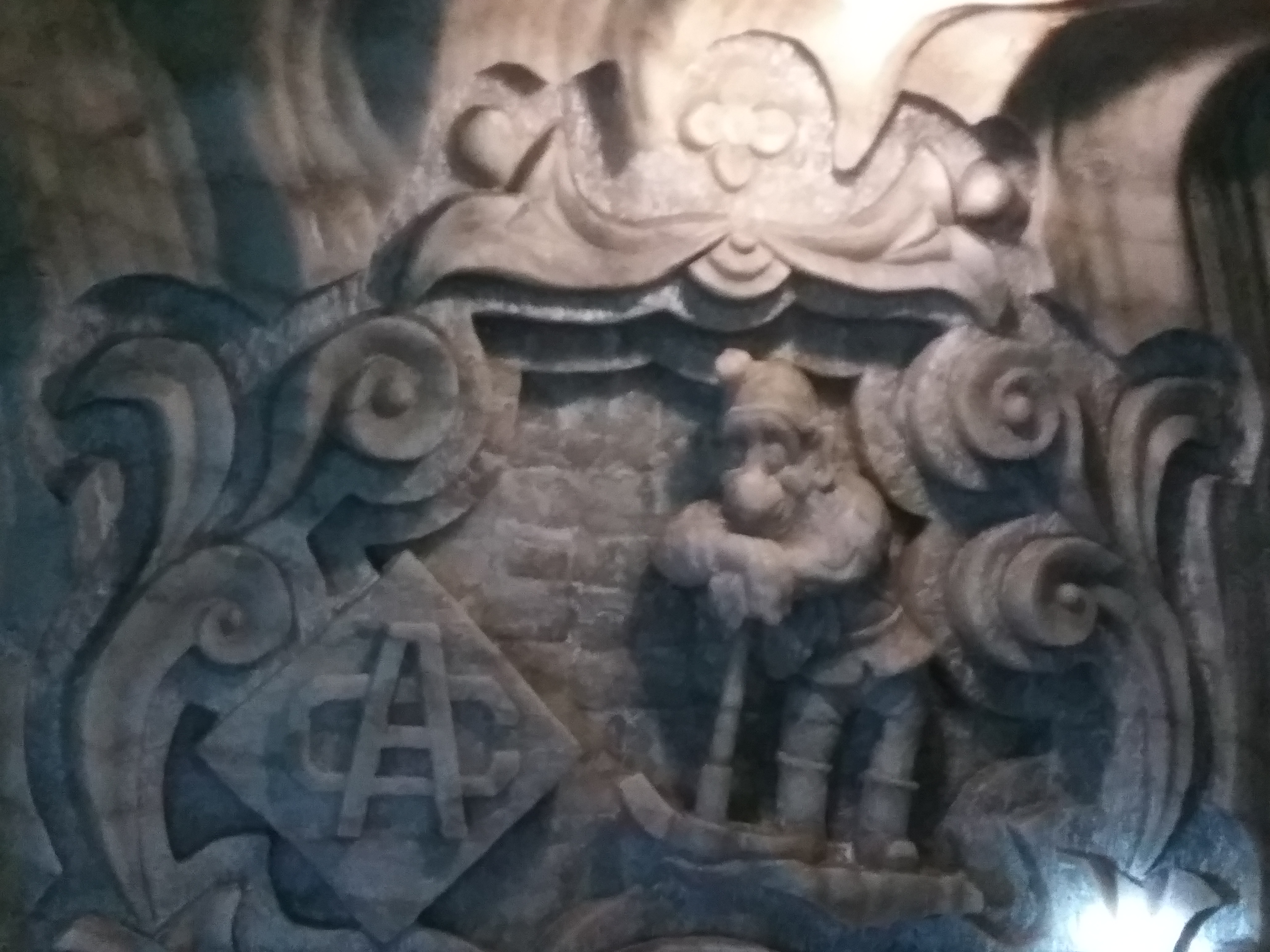
скульптуры из соли

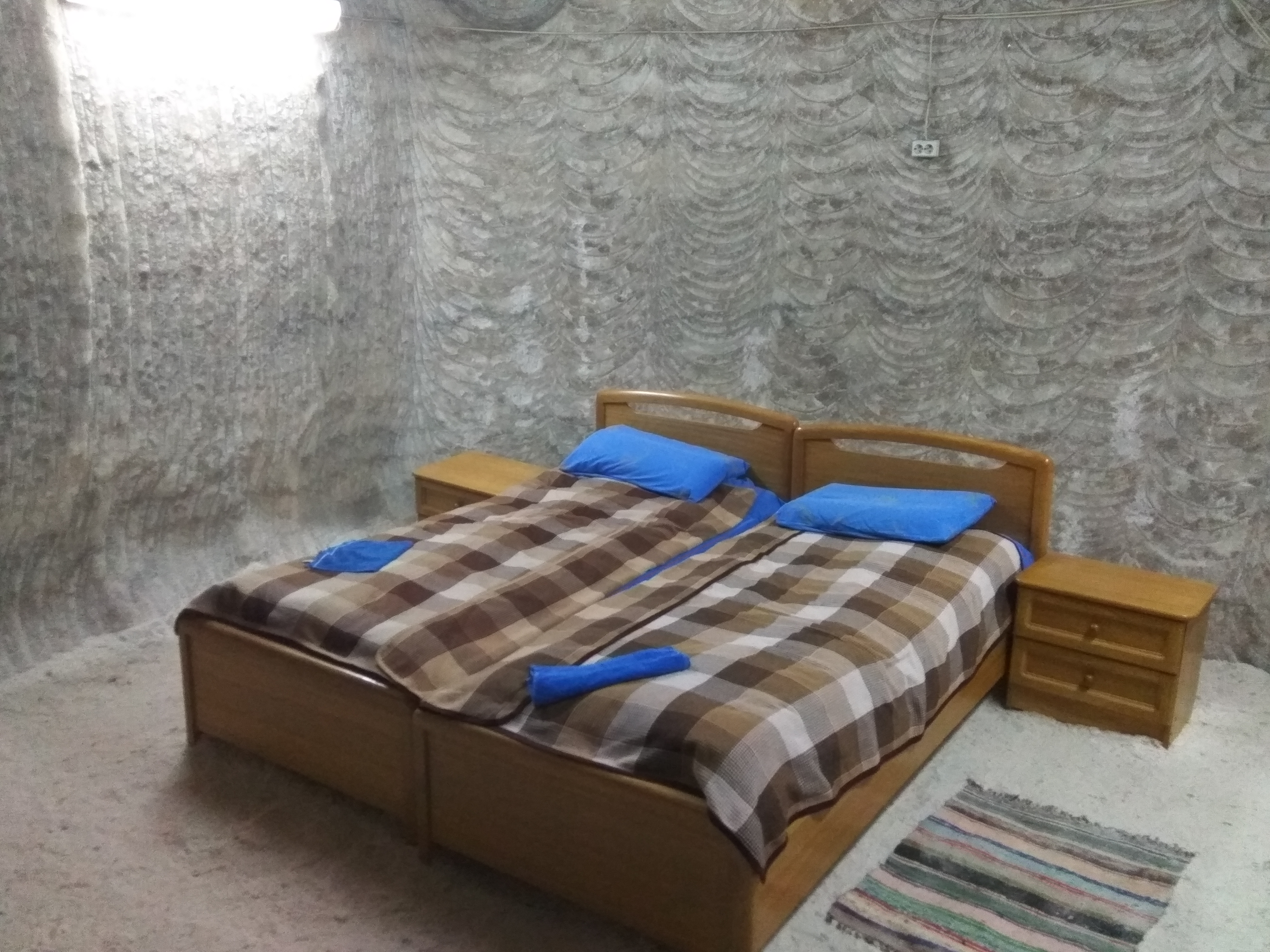
спелеосанаторий в соляной шахте

- Филиал Бахмутского городского центра культуры и народного творчества «Соляник» (ул. Парижской Коммуны).
- Дом семейного отдыха (ул. Горького).
- В городе также был один из лучших спорткомплексов в Донецкой области.

В рудники до войны на соляные шахты на глубину от 200 до 300 метров водили экскурсии; общая протяженность туннелей оценивается в 300 километров.
Под землёй расположены музей, церковь Вознесения Господня, концертный зал, футбольное поле, скульптуры из соляных кристаллов и спелеосанаторий.